# Soszyczno (gmina)
Soszyczno – dawna gmina wiejska istniejąca do 1939 roku w woj. poleskim (obecnie na Ukrainie). Siedzibą gminy było Soszyczno (Сошичне).
Początkowo gmina należała do powiatu kowelskiego. 12 grudnia 1920 r. została przyłączona do nowo utworzonego powiatu koszyrskiego pod Zarządem Terenów Przyfrontowych i Etapowych. 19 lutego 1921 r. wraz z całym powiatem weszła w skład nowo utworzonego województwa poleskiego. Była to najdalej na południe wysunięta gmina powiatu koszyrskiego a zarazem woj. poleskiego.
Po wojnie obszar gminy Soszyczno wszedł w struktury administracyjne Związku Radzieckiego.